# 新加坡武装部队志愿兵团
新加坡武装部队志愿兵团（英語：SAF Volunteer Corps）是新加坡武装部队的一个志愿辅助力量，性质类似于民兵，成立于2014年10月13日。它允许不受国民服役征召约束的新加坡女性公民、第一代新加坡永久居民以及归化入籍的新加坡公民进行一些十分基础的训练并加入武装部队，为国防做出贡献。